# Donaumast

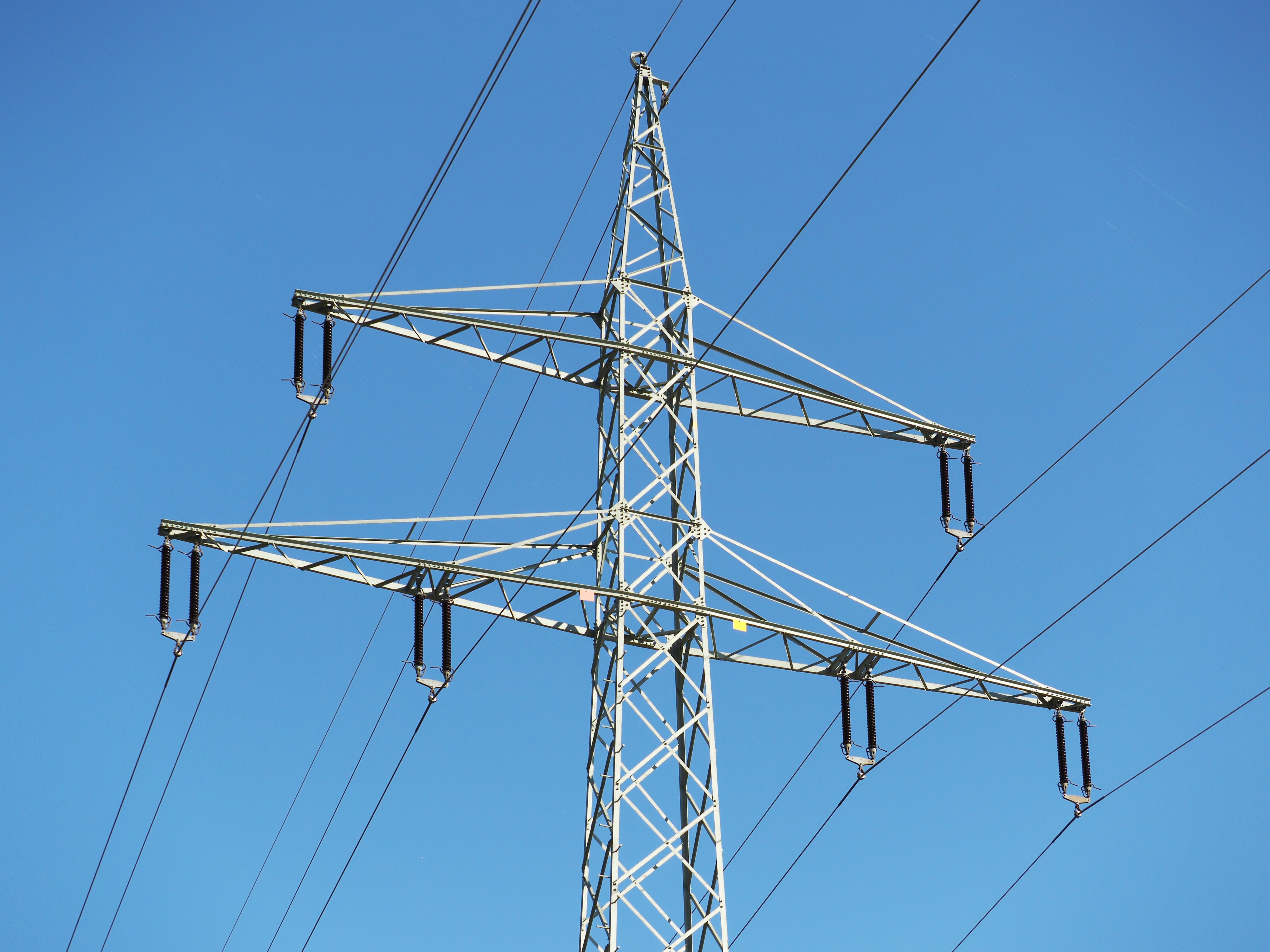
Freileitung mit zwei 110-kV-Drehstromkreisen in Donau-Anordnung: Zwei Traversen, auf der oberen ein Leiterseil pro Stromkreis, auf der unteren zwei

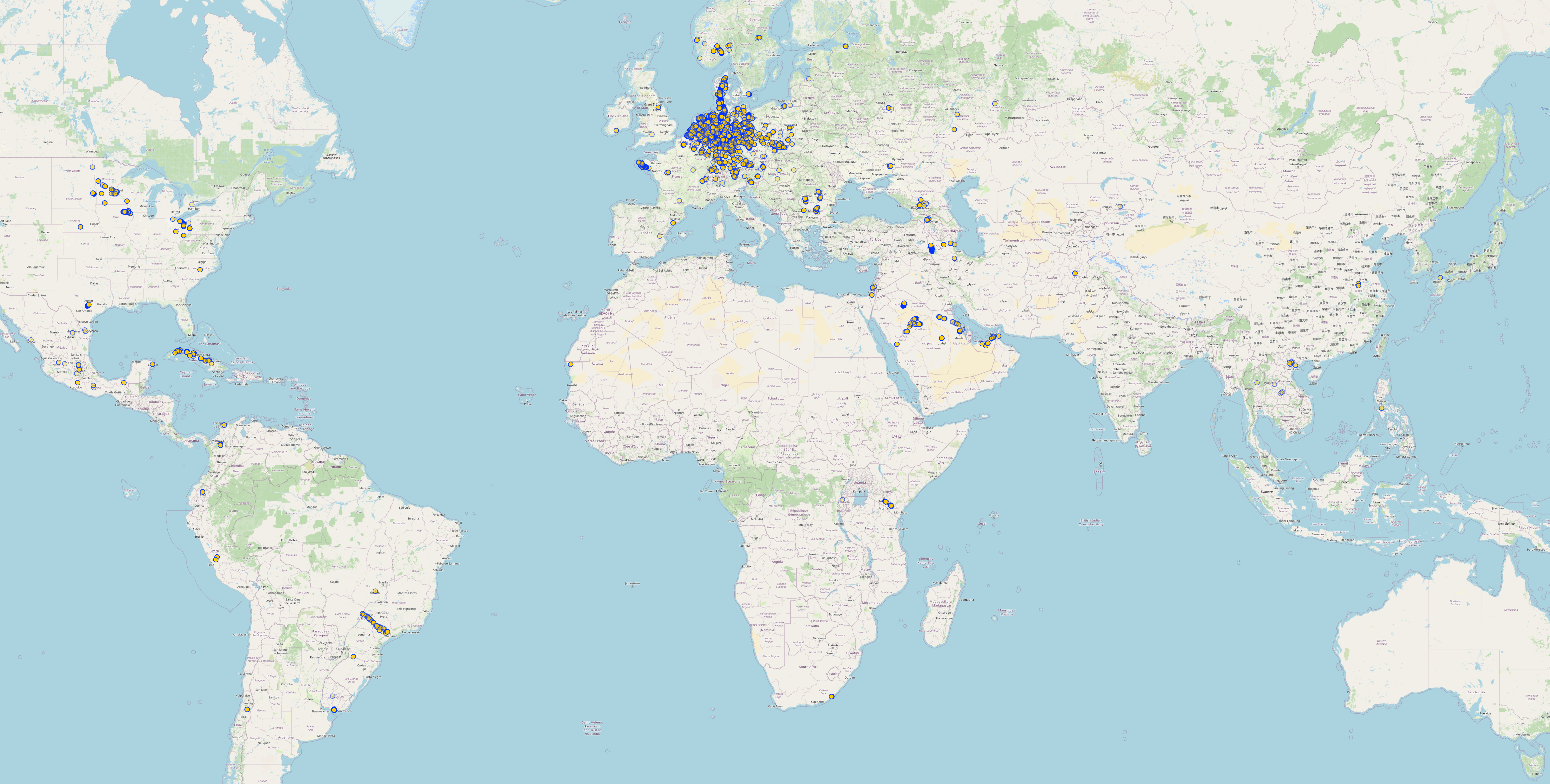
Weltkarte mit allen bei OpenStreetMap eingetragenen Donaumasten

Donaumast ist die in Deutschland übliche Bezeichnung für eine bestimmte Bauform von Freileitungsmasten für zwei oder vier Drehstromkreise, bei der sich je zwei Leiterseile eines Stromkreises auf einer Traverse befinden und eines auf der anderen. In der Regel ist die breitere Traverse unten, die schmalere oben.
Der Name geht zurück auf die 1927 in Betrieb genommene 110-kV-Hochspannungsleitung längs des Donautales zwischen Regensburg und dem Kraftwerk Kachlet oberhalb von Passau, bei der diese Mastform erstmals zum Einsatz kam. Allerdings wurden bereits zuvor Masten in dieser Anordnung gebaut, zum Beispiel eine 1910 errichtete 110-kV-Anlage in Ontario, Kanada.
Die Donaumast-Anordnung bildet einen Kompromiss zwischen der Einebenenanordnung (die eine breitere Trasse benötigt) und der Dreiebenenanordnung (die höhere Masten erfordert).
Donaumasten sind in den Alten Bundesländern die häufigste Bauart von Hochspannungsmasten für Drehstrom-Hochspannungs-Übertragung (DHÜ) für zwei Stromkreise, während in den Neuen Bundesländern die Einebenenanordnung der Leiterseile für die 110-kV-Spannungsebene verbreitet ist; für 380 kV dominieren auch hier Donaumasten. 
Das französische Pendant des Donaumasten verfügt über eine Traverse für zwei Erdseile und wird dort Beauborg-Mast genannt.
Vereinzelt sind Donaumasten anzutreffen, bei denen die Anordnung kopfsteht, die breitere Traverse mit zwei Leiterseilen also über der schmaleren angebracht ist, etwa bei der Eyach-Überquerung der Anlage 615.

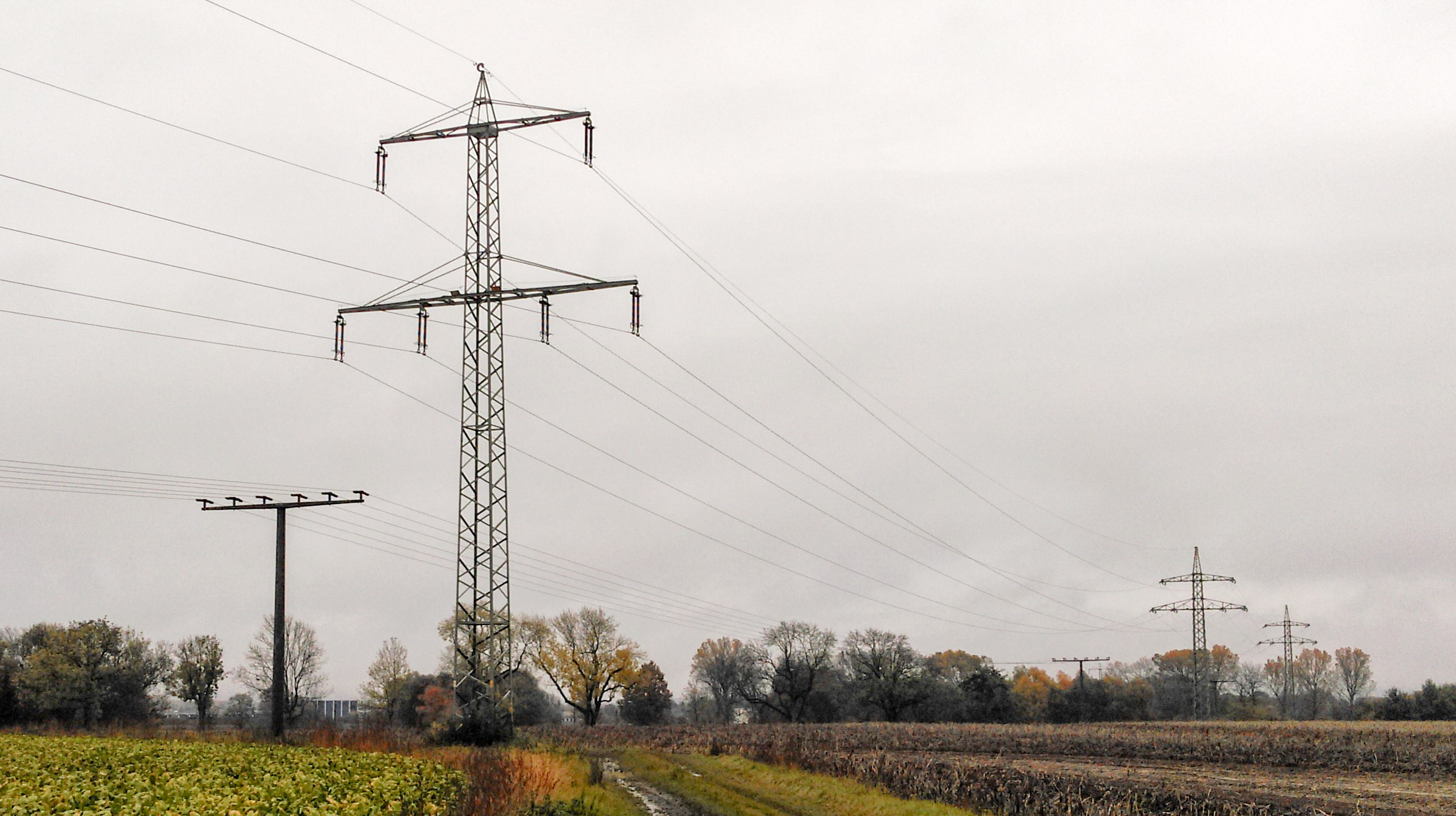
Ältere Donaumasten bei Straßkirchen, möglicherweise die namensgebende Trasse
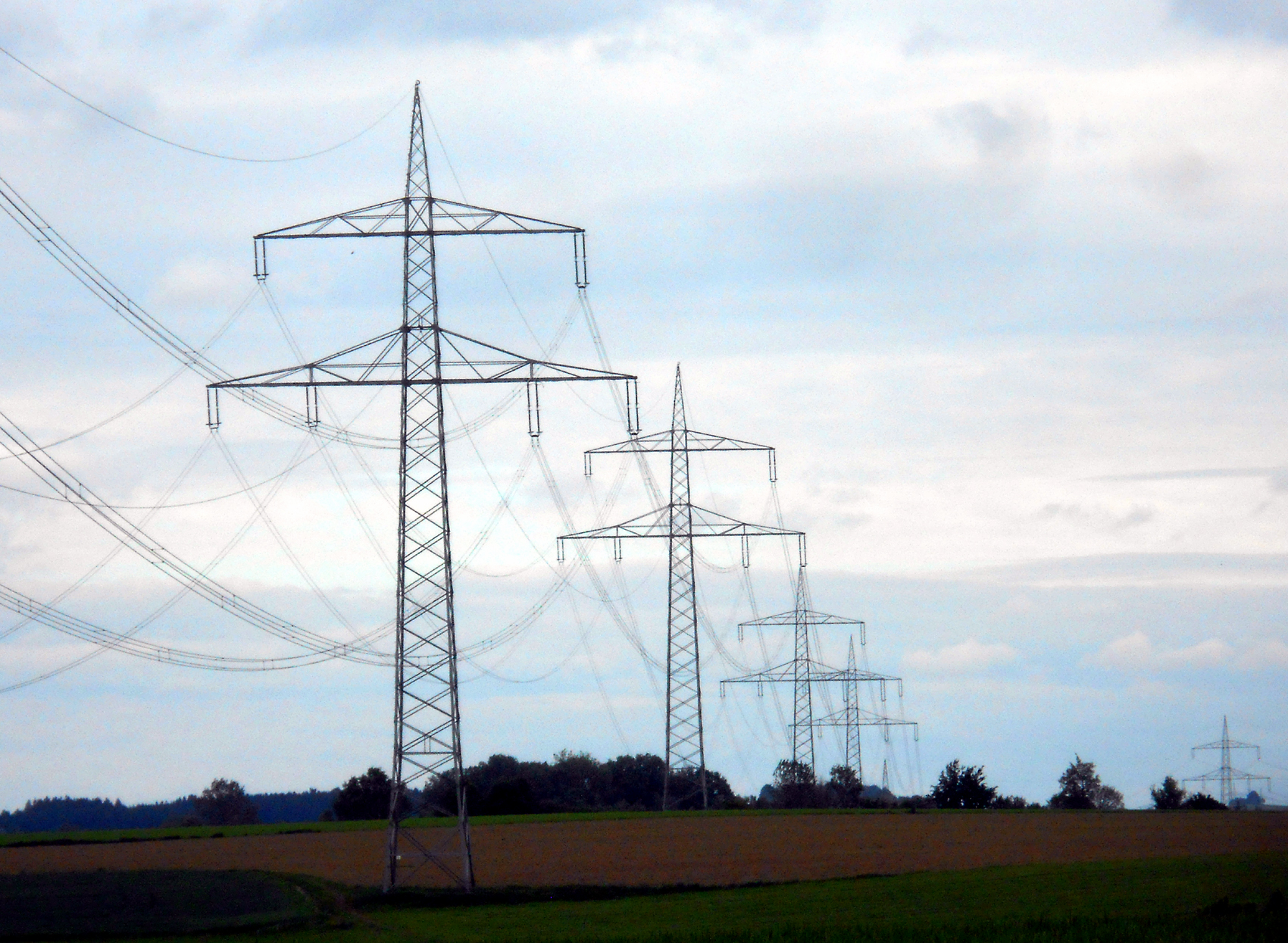
Für 220 und 380 kV ausgelegte, mit Donaumasten ausgerüstete Hochspannungsleitung in Deutschland
Errichtung eines 110 kV-Mastes der VEW bei Dorsten, 1929
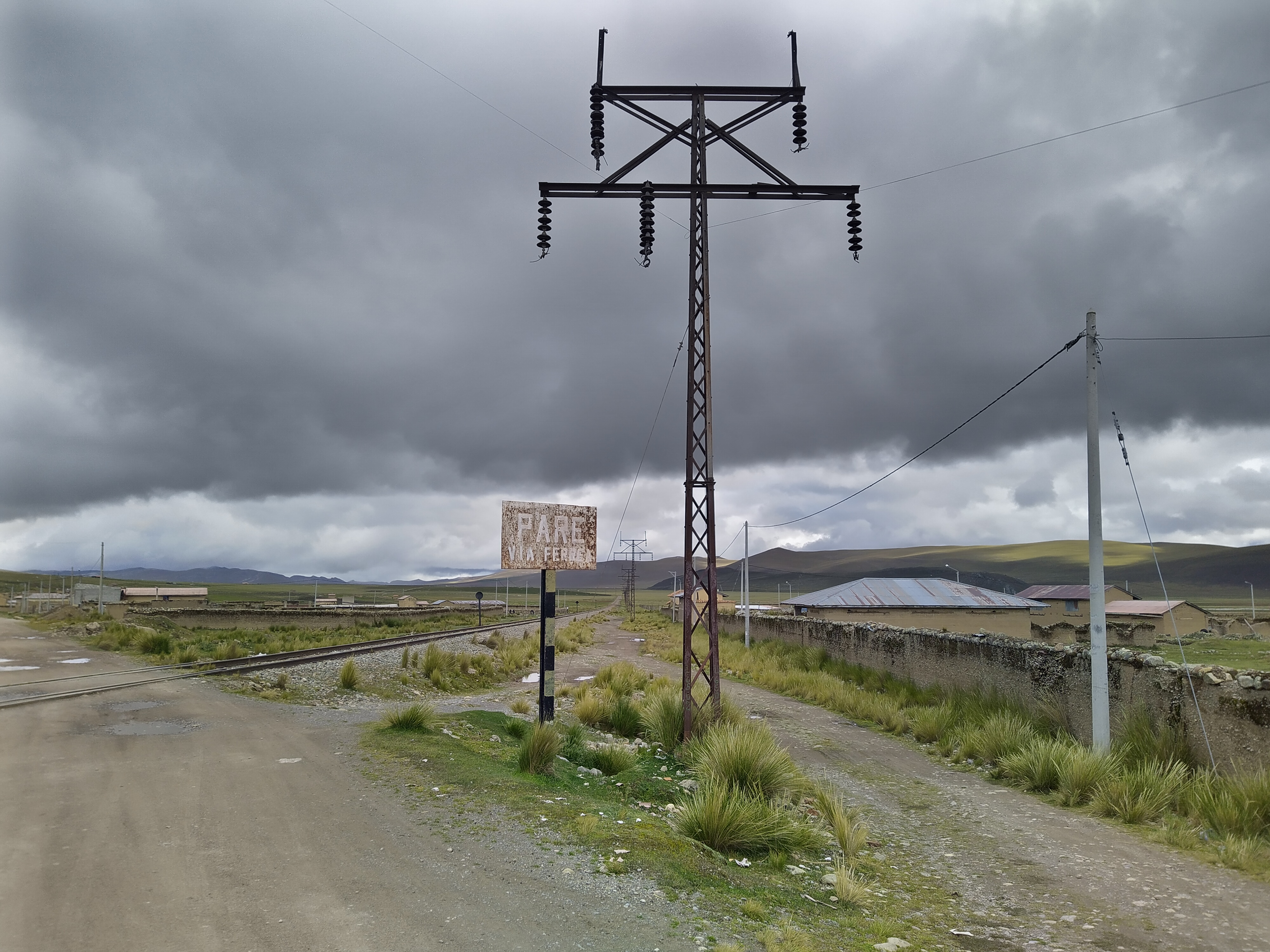
Unbeseilter Donaumast in Peru
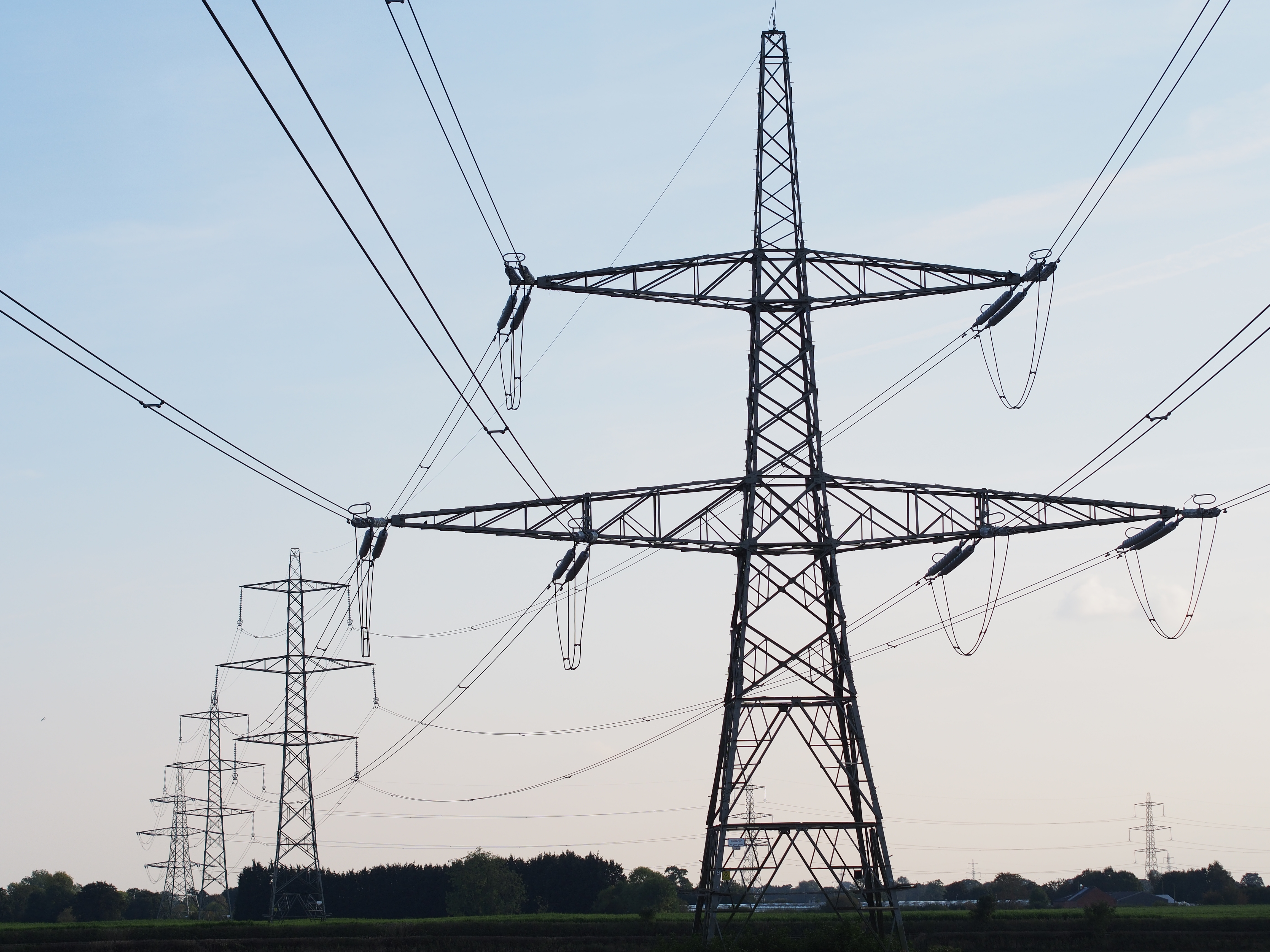
Abspannmast als Donaumast in North Yorkshire, dahinter stehen die in England üblicheren Tonnenmasten
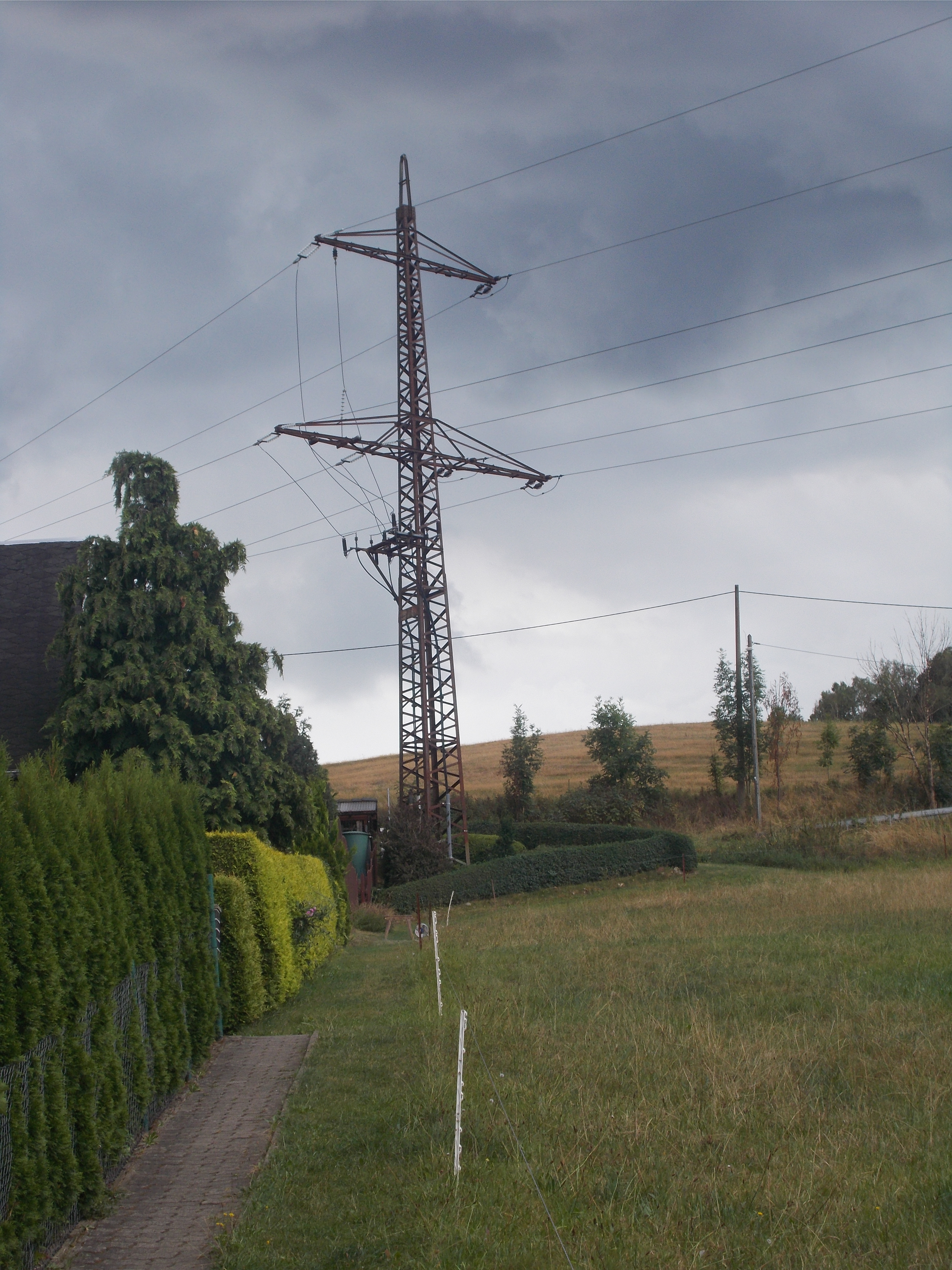
Donaumast einer alten Mittelspannungsleitung mit einer Kabelanbindung für die lokale Versorgung

## Abwandlungen

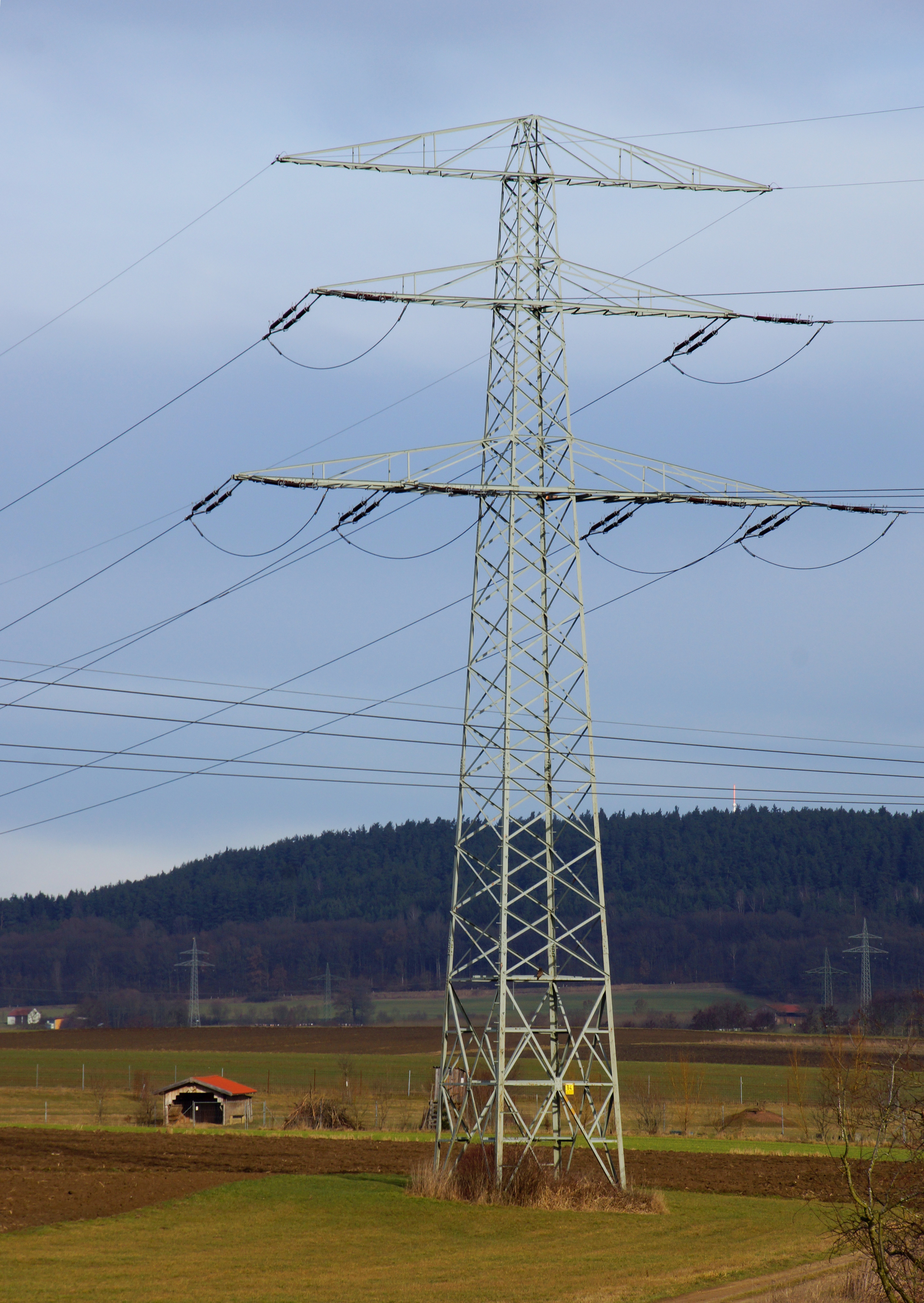
Abspannmast der Reichssammelschiene mit zusätzlicher, überbreiter Traverse zur Aufnahme von zwei Erdseilen
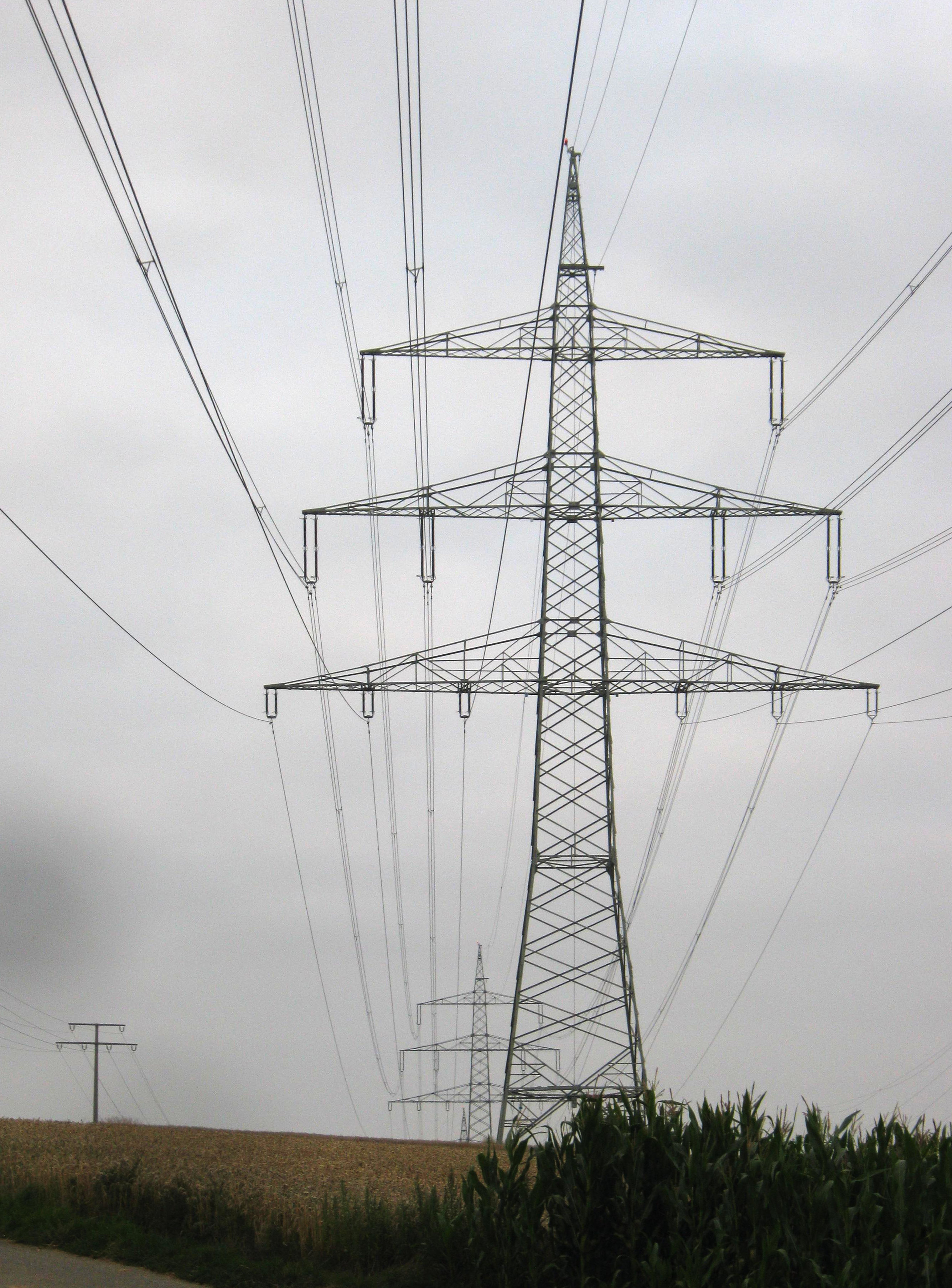
Donaumast mit drei Ebenen und vier Systemen (220/110 kV), dahinter Betonmast einer Mittelspannungsleitung
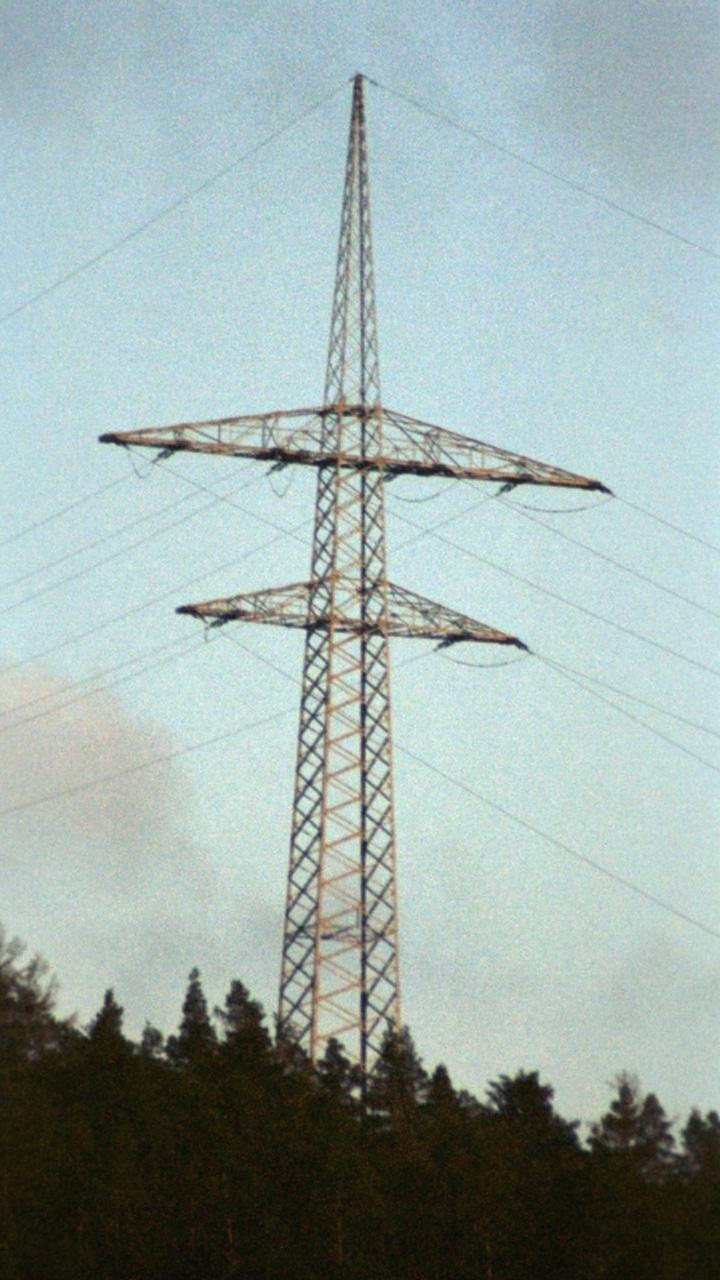
Kreuzungsmast der o. g. Eyach-Überquerung
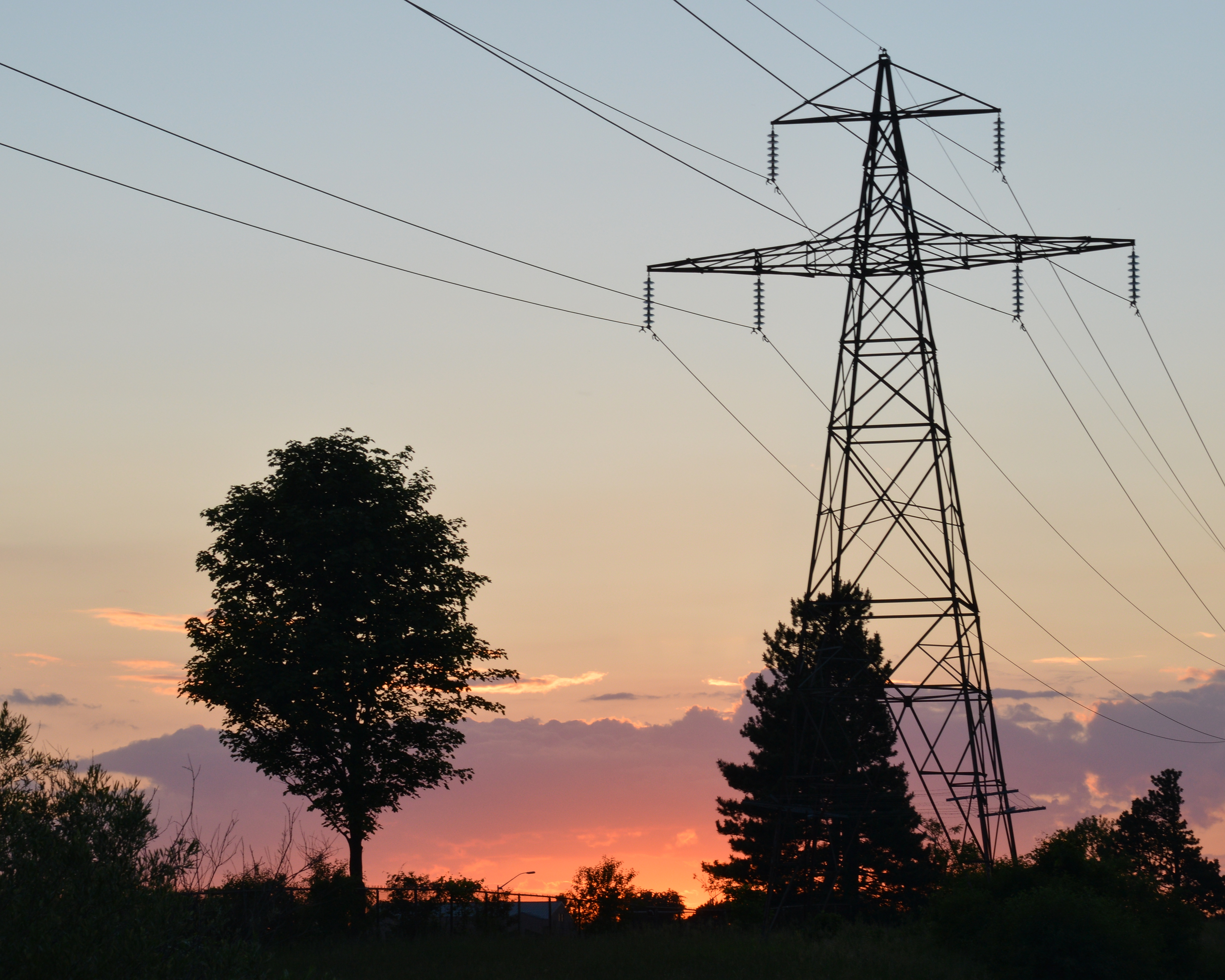
Hochspannungsmast in Ontario, bei welchem der Abstand der oberen Leiterseile zueinander geringer ist als der Abstand der beiden inneren Leiterseile der unteren Traverse zueinander